# Takeda farmaceutska kompanija
Takeda farmaceutska kompanija (武田薬品工業株式会社 Takeda Yakuhin Kōgyō Kabushiki-gaisha) (: ) je najveća farmaceutska kompanija u Japanu i Aziji. Ona je među 15 najvećih farmaceutskih kompanija globalno. Kompanija ima preko 19,000 zaposlenih širom sveta i ostvarila je prihod od USD $15,7 milijardi tokom 2008. fiskalne godine. Fokus kompanije su metabolički poremećaji, gastroenterologija, neurologija, inflamacija, kao i onkologija posredstvom njene podružnice Milenijum: Takeda onkološka kompanija. Sedište kompanije je locirano u Čuo-ku, Osaka. Kompanija posluje na lokacijama Nihonbaši, Čuo i Tokio. Forčun Magazin je januara 2012. rangirao Takeda onkološku kompaniju kao jednu od 100 najboljih kompanija za rad u SAD-u.

## Spoljašnje veze
- Takeda farmaceutska kompanija
- Takeda

- Takeda farmaceutska kompanija на веб-сајту